# Estádio Municipal Coronel José Bezerra
O Estádio Municipal Coronel José Bezerra, também conhecido por Bezerrão, inaugurado em 6 de janeiro de 1957, é um estádio de futebol localizado na cidade de Currais Novos, no estado do Rio Grande do Norte. Esse estádio recebe as partidas do Potyguar Seridoense de Currais Novos, na ocorrência da 1ª divisão do Campeonato Potiguar e em 2007, recebeu o Campeonato Brasileiro da Terceira Divisão.
Em 2014 teve sua pista de atletismo reformada. A reforma foi concluída em meados de 2015.
No final de 2015 o prefeito Vilton Cunha afirmou em uma entrevista que fora procurado por um grupo de empresários da República de Singapura que estaria interessada em fazer uma permuta pelo estádio. O estádio seria demolido para que fosse construído um shopping center e condomínios residenciais. Em contrapartida seria construído outro estádio com capacidade para até 6000 espectadores.

## História
A Câmara Municipal de Currais Novos aprovou no dia  7 de novembro de 1956, a instituição de um nome para o estádio de futebol que se encontrava em construção. Por iniciativa do edil Luís Bezerra de Araújo, através de um requerimento, sugeriu-se ao prefeito em exercício Gilberto Lins, "que o Estádio Municipal, ora em construção, seja batizado com o nome de: Estádio Municipal Cel. José Bezerra". O requerimento aprovado por unanimidade.
O Coronel José Bezerra(1843-1926), popularmente conhecido por coronel Zé Bezerra d’Aba da Serra, foi um personagem mítico na história da região sérido do Rio Grande do Norte. É atribuído ao coronel, durante a fase histórica conhecida por coronelismo, vários feitos.
No Seridó potiguar foi um autentico senhor feudal em todos os sentidos. De Currais Novos onde fixou sua chefia foi guia de toda uma população. Foi Presidente da Intendência de Currais Novos por dois mandatos: de 04/04/1892 a 02/10/1892 e de 01/01/1915 a 30/12/1926 e influenciou e determinou tantos outros.